# Tarasivka, Zinkiv
Tarasivka (în ucraineană Тарасівка) este localitatea de reședință a comunei Tarasivka din raionul Zinkiv, regiunea Poltava, Ucraina.

## Demografie
Componența lingvistică a localității Tarasivka
     Ucraineană (98,64%)
     Rusă (1,21%)
     Alte limbi (0,08%)
Conform recensământului din 2001, majoritatea populației localității Tarasivka era vorbitoare de ucraineană (98,64%), existând în minoritate și vorbitori de rusă (1,21%).